# Matopo oberthueri
Matopo oberthueri là một loài bướm đêm trong họ Noctuidae.